# 旅顺新港站
旅顺新港站是大连地铁12号线的地铁站，位于中华人民共和国辽宁省大连市旅顺口区江西街道顺达路与兴港路交叉口西侧，为12号线西端终点站，亦是大连地铁系统中目前最西端的车站，于2014年5月1日开通。

## 车站结构
旅顺新港站平行于顺达路东西设置，为地上二层侧式站台车站，车站地面为站厅层，地上二层为站台层，站台未设置站台门，仅设有简易金属栏杆做遮挡作用。车站西侧设有交叉渡线，供列车折返使用。
| 地上二层          | 站台         | \| 側式 · 開右邊车门 \| \| \| \| \| \| █ 12号线落客 \| \| \| \| █ 12号线往河口（铁山） \| \| 側式 · 開右邊车门 \| \| \| |
| 地面              | 出入口及站厅 | B出入口、客服中心、自动售票机、验票机                                                                                   |
| 側式 · 開右邊车门 |              | |
|                   |              | █ 12号线落客 |
|                   |              | █ 12号线往河口（铁山）                                                                                                  |
| 側式 · 開右邊车门 |              | |

## 车站出口
旅顺新港站共设2个出口，其中A出口暂停使用，目前仅开放1个出入口，各出口及周围设施如下所示：
| 出口编号            | 照片 | 出口指示 | 建议前往的目的地                         |
| ------------------- | ---- | -------- | ---------------------------------------- |
| A · 出口            |      | 兴港路   |                                          |
| B · 出口 · （设有） |      | 兴港路   | 旅顺经济技术开发区管委会，旅顺港客运码头 |
| 图例： 设有         |      |          |                                          |

## 接驳交通

### 公交车
- 开发区管委会：旅顺18路、旅顺19路、旅顺212路、旅顺开发区2路、旅顺开发区环路

## 车站历史
- 2014年5月1日，车站随12号线（时称202路延伸线）通车开通[1]。